# Jeanne-Marguerite Salvetat
Jeanne-Marguerite Salvetat, känd som Madame Mars, född 1748, död 1837, var en fransk skådespelare. Hon är även känd som (inofficiell) älskarinna till kung Ludvig XV av Frankrike 1768.
Jeanne-Marguerite Salvetat var från Provence, och beskrivs som en stor skönhet. Hennes dialekt gjorde att hon inte kunde engageras vid hovet. Hon var engagerad vid Comédie-Française i Paris mellan 1778 och 1781. 
Hon hade under 1768 ett inofficiellt förhållande med Ludvig XV. Hon hade en lång relation med skådespelaren Jacques Marie Boutet de Monvel och var mor till Louise Salvetat (1774-1737), Pierre-Alphonse Salvetat (1775-?) och den berömda skådespelaren Anne-Françoise-Hippolyte Boutet, känd som Mademoiselle Mars (1779-1847).